# Chimilin
Chimilin là một xã thuộc tỉnh Isère, vùng Rhône-Alpes đông nam nước Pháp. Xã này nằm ở khu vực có độ cao từ 228-362 mét trên mực nước biển.

## Địa lý
Độ cao của xã Chimilin so với mực nước biển khoảng 250 mét. Diện tích là 9,66 km2. 
Vĩ độ và kinh độ của Chimilin là 45,578 độ Bắc và 5,601 độ Đông. 

## Dân số và nhà ở
Dân số Chimilin là 1.144 người vào năm 1999, 1.291 người vào năm 2006 và 1.306 người vào năm 2007. Mật độ dân số của Chimilin là 135,20 người trên mỗi km². 
Số lượng nhà ở của Chimilin là 593 vào năm 2007. Những ngôi nhà tại Chimilin bao gồm 515 ngôi nhà chính thức, 40 ngôi nhà thứ hai hoặc không ở thường xuyên và 39 ngôi nhà bỏ trống.

## Các thành phố và thị trấn lân cận
Các thành phố và thị trấn lân cận Chimilin là: 
- Aoste (38490)  cách 1,32 km,
- Granieu (38490)  cách 2,75 km,
- Romagnieu (38480)  cách 3,27 km,
- Fitilieu (38490)  cách 4,41 km,
- Les Abrets (38490)  cách 4,57 km,
- Saint -Genix-sur-Guiers (73240)  cách 4,74 km,
- Corbelin (38630)  cách 5,47 km,
- La Bâtie-Montgascon (38110)  cách 5,68 km.

(Khoảng cách đến các thị trấn lân cận Chimilin được tính theo đường chim bay).